# Япония на зимних Паралимпийских играх 2014
Япония на зимних Паралимпийских играх 2014 года представлена 15-ю спортсменами в трёх видах спорта.

## Медали
| Бронза |            |                                 |         |
| №      | Спортсмены | Вид спорта (дисциплина)         | Дата    |
| 1      | Кодзо Кубо | Биатлон (мужчины, 7,5 км, сидя) | 8 марта |

## Состав и результаты

### Биатлон
Мужчины
| Соревнование | Класс | Спортсмены | Стрельба | Время   | Место |
| ------------ | ----- | ---------- | -------- | ------- | ----- |
| 7,5 км       | Сидя  | Кодзо Кубо | 0+0      | 21:45,6 | 3     |